# Ajattara
Gli Ajattara sono una band black metal/death metal/doom metal heavy metal finlandese. Il gruppo prende nome da Ajattara, uno spirito maligno della foresta nella mitologia finnica.

## Formazione

### Formazione attuale
- Ruoja (Pasi Koskinen) - voce, chitarra
- Atoni (Toni Laroma) - basso
- Malakias III (Atte Sarkima) - batteria
- Irstas (Kalle Sundström) - sintetizzatore
- Kalmos (Vesa Wahlroos) - chitarra , backing vocals
- Ismonster (Ismo Liljelund) - chitarra

### Ex componenti
- Malakias (Pekka Sauvolainen) - batteria
- Malakias II (Jan Rechberger) - batteria
- Akir Kalmo (Aki Räty) - sintetizzatore
- Ikkala (Jarmo Ikala) - sintetizzatore
- Samuel Lempo (Tomi Koivusaari) - chitarra

## Discografia
Album in studio
- 2001 - Itse
- 2003 - Kuolema
- 2004 - Tyhjyys
- 2006 - Äpäre
- 2007 - Kalmanto
- 2009 - Noitumaa
- 2011 - Murhat
- 2017 - Lupaus

Raccolte
- 2009 - Joululevy

Demo
- 1998 - Helvetissä On Syntisen Taivas

Singoli
- 2004 - llon juhla
- 2005 - Joulu-Single
- 2006 - Sika
- 2007 - Tulppaani